# حاشد (تبن)

تعديل مصدري - تعديل

حاشد هي إحدى قرى عزلة الحوطة بمديرية تبن التابعة لمحافظة لحج، بلغ تعداد سكانها 310 نسمة حسب تعداد اليمن لعام 2004.